# Роза (Алабама)
Роза (енгл. Rosa) град је у америчкој савезној држави Алабама. По попису становништва из 2010. у њему је живело 316 становника.

## Демографија
Према попису становништва из 2010. у граду је живело 316 становника, што је 3 (1,0%) становника више него 2000. године.
| Група             | 2000.       | 2010.       |
| Белци             | 310 (99,0%) | 297 (94,0%) |
| Афроамериканци    | 0 (0,0%)    | 1 (0,3%)    |
| Азијати           | 0 (0,0%)    | 0 (0,0%)    |
| Хиспаноамериканци | 2 (0,6%)    | 14 (4,4%)   |
| Укупно            | 313         | 316         |